# Estación Prados del Norte
Prados del Norte es una de las estaciones del Sistema Integrado de Transporte MIO, en la ciudad de Cali, inaugurado en el año 2008.

## Ubicación
Está ubicada en la avenida 3 con calle 38N, en el barrio Prados del Norte al cual debe su nombre.

## Características
La estación posee un acceso peatonal sobre la calle 38N y consta de un vagón bidireccional, es decir, con plataformas de parada en ambos sentidos. Al igual que las otras estaciones de la troncal de la avenida 3N, carece de un carril solo bus para sobrepaso en ambos sentidos.

## Servicios de estación

### Rutas expresas
| Ruta | Estación Origen             | Estación Destino            | Sentido (N/S) |
| ---- | --------------------------- | --------------------------- | ------------- |
| E21  | Terminal Menga Av 3N Cl 70N | Universidades Cra 100 Cl 16 | Ambos         |
| E27  | Terminal Menga Av 3N Cl 70N | Capri Cl 5 Cra 78           | Ambos         |